# Accumulateur solaire
Pour les articles homonymes, voir accumulateur.
Un accumulateur solaire (terminologie utilisée en Suisse romande) est un réservoir d'eau accumulant la chaleur obtenue dans des capteurs solaires thermiques pour la restituer ensuite sous forme d'eau chaude pour le sanitaire (ECS) ou le chauffage. 
En France, on parle plutôt de chauffe-eau solaire.

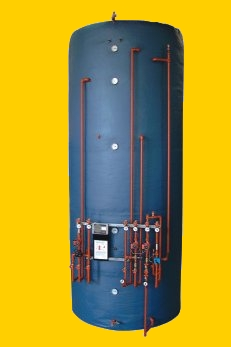
Accumulateur solaire de 30 m3

## Fonctionnement

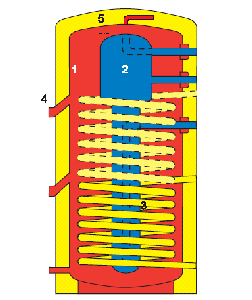
Schéma d'un accumulateur solaire

Le principe est comparable à une chaudière ou un chauffe-eau, mais dispose généralement de deux composants supplémentaires par rapport à une chaudière : un échangeur de chaleur externe pour récupérer la chaleur des panneaux solaires et un second échangeur interne pour chauffer le ballon d'eau sanitaire.

## Stockage
Un accumulateur solaire pour le stockage saisonnier permet de stocker la chaleur pour la restituer quelques mois plus tard, notamment quand les besoins hivernaux sont importants.